# Дискография Third Eye Blind
Дискография Third Eye Blind, альтернативной рок-группы из Сан-Франциско, включает 4 студийных альбома, 13 синглов, по одному сборнику и мини-альбому.

## Альбомы

### Студийные альбомы
| Год  | Альбом                                                                                | Высшие позиции в чартах | Высшие позиции в чартах | Высшие позиции в чартах | Высшие позиции в чартах | Сертификация                                         |
| Год  | Альбом                                                                                | US                      | US Ind.                 | CAN                     | NZ                      | Сертификация                                         |
| ---- | ------------------------------------------------------------------------------------- | ----------------------- | ----------------------- | ----------------------- | ----------------------- | ---------------------------------------------------- |
| 1997 | Third Eye Blind - Выход: 8 апреля 1997 - Лейбл: Elektra (#62012) - Формат: CD, CS, LP | 25                      |                         | 34                      | 20                      | - US: 6× Платиновый - CAN: Платиновый - NZL: Золотой |
| 1999 | Blue - Выход: 23 ноября 1999 - Лейбл: Elektra (#62415) - Формат: CD, CS, LP           | 40                      |                         | —                       | 34                      | - US: Платиновый                                     |
| 2003 | Out of the Vein - Выход: 13 мая 2003 - Лейбл: Elektra (#62888) - Формат: CD           | 12                      |                         | —                       | —                       |                                                      |
| 2009 | Ursa Major - Выход: 18 августа 2009 - Лейбл: Mega Collider - Формат: CD, LP, ЦД       | 3                       | 1                       | 30                      | —                       |                                                      |
| 2011 | Ursa Minor - Выход: 2011                                                              |                         |                         |                         |                         |                                                      |

### Сборники
| Год  | Название                                                                  | Примечание |
| ---- | ------------------------------------------------------------------------- | ---------- |
| 2006 | A Collection - Выход: 11 июля 2006 - Лейбл: Elektra (#78779) - Формат: CD | US: 103    |

### Мини-альбомы
| Год  | Альбом                                                      | Примечание                                          |
| ---- | ----------------------------------------------------------- | --------------------------------------------------- |
| 2004 | Symphony of Decay                                           | Не вышел из-за разрыва контракта с Elektra Records. |
| 2008 | Red Star - Выход: 18 ноября 2008 - Лейбл: Sony - Формат: ЦД |                                                     |

## Синглы
| Год  | Сингл                      | Высшие позиции в чартах | Высшие позиции в чартах | Высшие позиции в чартах | Высшие позиции в чартах | Высшие позиции в чартах | Высшие позиции в чартах | Высшие позиции в чартах | Высшие позиции в чартах | Высшие позиции в чартах | Высшие позиции в чартах | Альбом          |
| Год  | Сингл                      | US                      | US Alt.                 | US Main.                | US Adult                | AUS                     | CAN                     | CAN Alt.                | GER                     | NZ                      | UK                      | Альбом          |
| ---- | -------------------------- | ----------------------- | ----------------------- | ----------------------- | ----------------------- | ----------------------- | ----------------------- | ----------------------- | ----------------------- | ----------------------- | ----------------------- | --------------- |
| 1997 | "Semi-Charmed Life"        | 4                       | 1                       | 26                      | 3                       | 8                       | 5                       | 3                       | 91                      | —                       | 33                      | Third Eye Blind |
| 1997 | "Graduate"                 | —                       | 14                      | 26                      | —                       | —                       | —                       | 6                       | —                       | —                       | 108                     | Third Eye Blind |
| 1997 | "How's It Going to Be"     | 9                       | 5                       | —                       | 5                       | —                       | 6                       | 4                       | —                       | —                       | 51                      | Third Eye Blind |
| 1998 | "Losing a Whole Year"      | —                       | 13                      | 36                      | —                       | —                       | —                       | —                       | —                       | —                       | —                       | Third Eye Blind |
| 1998 | "Jumper"                   | 5                       | 9                       | —                       | 5                       | —                       | 10                      | —                       | —                       | —                       | —                       | Third Eye Blind |
| 1999 | "Anything"                 | —                       | 11                      | 35                      | —                       | —                       | —                       | —                       | —                       | —                       | —                       | Blue            |
| 2000 | "Never Let You Go"         | 14                      | 4                       | —                       | 3                       | —                       | 1                       | 2                       | —                       | 15                      | 195                     | Blue            |
| 2000 | "10 Days Late"             | —                       | 21                      | —                       | —                       | —                       | —                       | —                       | —                       | —                       | —                       | Blue            |
| 2000 | "Deep Inside of You"       | 69                      | 39                      | —                       | 18                      | —                       | 47                      | 26                      | —                       | —                       | —                       | Blue            |
| 2003 | "Blinded (When I See You)" | 116                     | 35                      | —                       | 17                      | —                       | —                       | —                       | —                       | —                       | —                       | Out of the Vein |
| 2003 | "Crystal Baller"           | —                       | —                       | —                       | —                       | —                       | —                       | —                       | —                       | —                       | —                       | Out of the Vein |
| 2008 | "Non-Dairy Creamer"        | —                       | —                       | —                       | —                       | —                       | —                       | —                       | —                       | —                       | —                       | Red Star        |
| 2009 | "Don't Believe a Word"     | —                       | —                       | —                       | —                       | —                       | —                       | —                       | —                       | —                       | —                       | Ursa Major      |
| 2009 | "Bonfire"                  | —                       | —                       | —                       | —                       | —                       | —                       | —                       | —                       | —                       | —                       | Ursa Major      |

## DVD
- Hiding Out: документальное видео о создании альбома «Out of the Vein».
- Ten Years Down: анонсированный, но не вышедший диск с записью концерта 2007 года, показанного по телевидению.

## Видеоклипы
| Год  | Песня                      | Режиссёр                         |
| ---- | -------------------------- | -------------------------------- |
| 1997 | "Semi-Charmed Life"        | Джейми Морган                    |
| 1997 | "Losing a Whole Year"      | Фрэнсис Лоуренс                  |
| 1997 | "How's It Going to Be"     | Найджел Дик                      |
| 1998 | "Jumper"                   | Ярив Габир                       |
| 2000 | "Never Let You Go"         | Крис Хефнер                      |
| 2000 | "10 Days Late"             | Фрэнсис Лоуренс                  |
| 2000 | "Deep Inside of You"       | Крис Эпплбаум                    |
| 2003 | "Blinded (When I See You)" | Стефан Дженкинс                  |
| 2009 | "Don't Believe a Word"     | Джей Блэксберг и Дэвид Александр |
| 2010 | "Bonfire"                  | Стефан Дженкинс                  |